# Khâm định Đại Thanh hội điển sự lệ
Khâm định Đại Thanh hội điển sự lệ (tiếng Trung Quốc: 欽定大清會典事例 / Qīn dìng dà qīng huì diǎn shì lì), hay Đại Thanh hội điển (tiếng Trung Quốc: 大清會典 / Dà qīng huì diǎn), hay Thanh hội điển (tiếng Trung Quốc: 清會典 / Qīng huì diǎn) là một cuốn sách thuộc thể loại hội điển được biên soạn từ năm 1684 đến năm 1899, ghi chép những điển pháp Trung Hoa dưới triều Thanh. Tác phẩm này đã có một số ảnh hưởng đến việc đặt định điển pháp tại các nước đồng văn với Trung Hoa.